# Cyrill Berndt
Cyrill Bertolt Berndt (* 1965) ist ein deutscher Schauspieler und Komiker.

## Leben
Cyrill Berndt ist der Sohn des Schauspielers Werner Berndt und der Religionslehrerin Irmgard Berndt. Seine schauspielerische Laufbahn begann am Berliner Schillertheater, es folgten Nebenrollen in Film und Fernsehen. Ab 2001 spielte er in mehr als 1.500 Vorstellungen den Caveman.

## Filmografie (Auswahl)

### Kinofilme
- 1988: Officers factory, Regie: Wolff Vollmar, Barrandov Studios Prag
- 1994: This is a blueprint, Regie: Ursula Pürrer, Brooklyn Studios NY
- 1999: Bis zum Horizont und weiter, Regie: Peter Kahane
- 2000: Hunger, Regie: Andreas Schmidt
- 2008: Der Baader Meinhof Komplex, Regie: Uli Edel

### Fernsehen
- 1986: Spielregeln (ZDF), Regie: Marco Serafini
- 1986: Der Landarzt (ZDF), Regie: Wolfgang Luderer
- 1988: Der Boss aus dem Westen (ARD), Regie: Vivian Naefe
- 1994: 5 Stunden Angst (RTL), Regie: Peter Keglevic
- 1999: Siebenstein (ZDF), Regie: Jens Peter Behrend
- 2001/02: Streit um drei (ZDF), Regie: Wolfram Hundhammer, Hermes Meer
- 2003: Schloss Einstein (ZDF), Regie: Renata Kaye
- 2007: Polizeiruf 110 – Jenseits (ARD), Regie: Eoine Moore
- 2010: Stankowskis Millionen, Regie: Franziska Meyer Price
- 2011: Familie Dr. Kleist, Regie: Donald Kreamer
- 2011: Polizeiruf 110 – Feindbild
- 2015: Polizeiruf 110 – Wendemanöver
- 2019: Der Sommer nach dem Abitur (Fernsehfilm)
- 2021: Frau Jordan stellt gleich (Pro7), Regie: Charlotte Rolfes
- 2022: Polizeiruf 110 – Keiner von uns

## Theater
- 1989–90: Staatliche Schauspielbühnen Berlin
- 1991–93: Staatstheater Braunschweig
- 1996/97: Kammerspiele Berlin
- 1997–2020: Vaganten Bühne Berlin, Shakespeares sämtl. Werke von A. Long & D. Singer & J. Winfield, Regie: A. Schmidt
- 2001–10: Arena Mogul Produktion: Caveman von Rob Becker, Regie: Esther Schweins
- 2009: Luding & Baisch GbR: Männerabend von Roland Baisch, Luding, Schiller, Regie: Michael Schiller
- 2012: Hi Dad! von Bjarni Thorsson, Regie: Esther Schweins
- 2014: "Berlin, ick liebe dir" von und mit Cyrill Berndt, Regie: Stefan Lochau / Special Guest: Andreas Schmidt
- 2016–2022 Admiralspalast Berlin / Schmidt Tivoli Hamburg "Pornosüchtig" von Andrew Goffman Original "accidental pervert", Regie: Pascal Ulli

## Autor
- 2005: Deutsche Fassung des Theaterstücks cavewoman
- 2009: Theaterabend caveman meets cavewoman
- 2013: Theaterstück Berlin, ich liebe dir